# Падуанская консерватория имени Чезаре Поллини

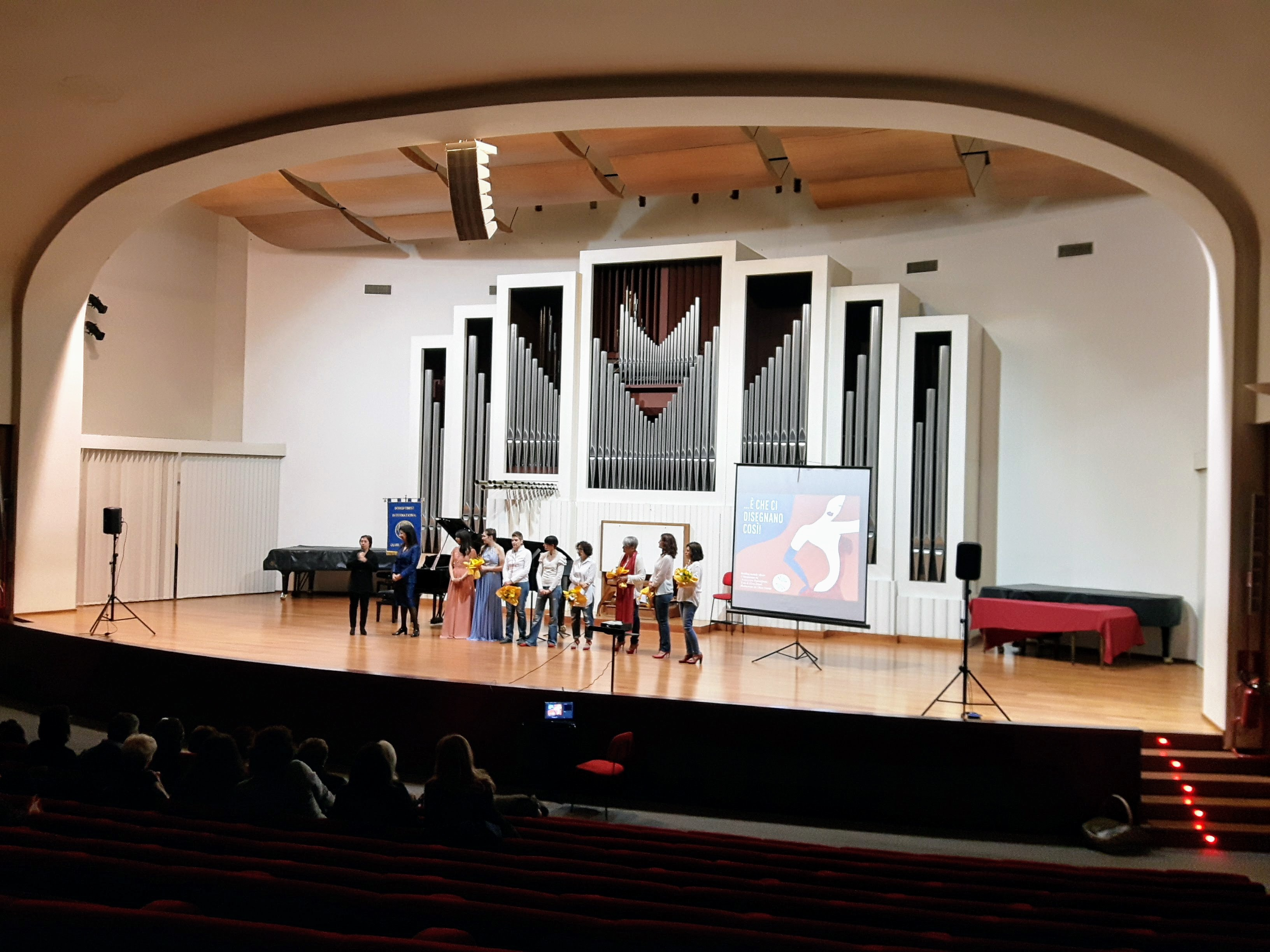

Падуанская консерватория имени Чезаре Поллини (итал. Conservatorio Statale di Musica "Cesare Pollini") — итальянская консерватория, расположенная в Падуе. Основана в 1878 году, занятия начались в июле 1879 года. Названа именем первого директора, пианиста Чезаре Поллини, после его смерти в 1912 году. Первоначально музыкальная школа, с 1901 года называлась Падуанским музыкальным институтом (итал. Istituto Musicale di Padova).

## Директора консерватории
- Чезаре Поллини (1882—1884)
- Уберто Бандини (1885—1887)
- Альберто Тома (1887—1889)
- Чезаре Поллини (1889—1912)
- Оресте Раванелло (1912—1938)
- Франческо Малипьеро (1938—1941)
- Арриго Педролло (1941—1958)
- Вольфанго Далла Веккья (1958—1962)
- Карло Дилетти (1962—1966)
- Сильвио Омидзоло (1966—1971)
- Клаудио Шимоне (1971—2002)
- Леопольдо Армеллини (2002—2008)
- Мария Невилла Массаро (2008—2014)
- Леопольдо Армеллини (2014—2020)
- Элио Орио (с 2020 г.)

## Известные педагоги
- Луиджи Боттаццо
- Тереза Рампацци

## Известные выпускники
- Джованни Анджелери
- Камилло Облах
- Лючия Валентини-Террани
- Ренато Брузон